# Dulaara

Dulaara est un film indien réalisé par Vimal Kumar et sorti en 25 mars 1994. Le film met ont vedette Govinda et Karishma Kapoor.

## Synopsis
Raja (Govinda) est le fils de James (Dalip Tahil). James est un criminel, tué dans une altercation avec la police sous les yeux de Florence (Farida Jalal). Avant de mourir, James donne Raja, un nouveau-né, à Florence, et lui demande d'en prendre soin.